# Comuna Sâmburești, Olt
Sâmburești este o comună în județul Olt, Muntenia, România, formată din satele Cerbeni, Ionicești, Lăunele, Mănulești, Sâmburești (reședința), Stănuleasa și Tonești.

## Scurt istoric
Sâmburești are tradiții în cultura viței de vie, legumicultură și pomicultură. Înainte de 1989, vița de vie din Sâmburești era cunoscută pentru calitatea sa deosebită, fiind cultivată și administrată de catre o întreprindere agricolă de stat. Pentru amatorii de vinuri bune, Sămbureși este patria Cabernetului Sauvignon, a sortimentelor de Fetească Neagră, Pinot Noir și Merlot. Înainte de trecerea mosiilor in patrimoniul statului, la Sâmburești existau 40 de hectare de viță-de-vie. După trecerea în proprietatea statului comunist, Sâmburești a devenit crama preferata a lui Nicolae Ceaușescu și a familiei sale, mai ales când dictatorul mergea să-și viziteze meleagurile natale de la Scornicești . Apariția legii fondului funciar nr.18/1991 și noile condiții economice postrevoluționare au condus la desființarea acestuia, parte din soiurile nobile de viță de vie fiind salvate de săteni și cultivate pe suprafețe mici în întravilanul localității pentru consum propriu. Accesul spre localitate se face pe o șosea județeană, comuna Sâmburești constituind un important nod rutier spre localitatile din jud.Vâlcea. Localnicii sunt ospitalieri, iar fostul cămin cultural din localitate, în prezent frumos renovat, constituie o bună bază materială pentru potențiale activități de turism rural și chiar anumite activități industriale de prestări de servicii și industrializare de legume și fructe, produse lactate etc. Din punct de vedere geografic, satul este amplasat într-o zona colinară, iar clima este relativ blîndă pe întreg parcursul anului.

## Demografie
Componența etnică a comunei Sâmburești
     Români (95,37%)
     Alte etnii (0%)
     Necunoscută (4,63%)
Componența confesională a comunei Sâmburești
     Ortodocși (94,52%)
     Alte religii (0%)
     Necunoscută (5,48%)
Conform recensământului efectuat în 2021, populația comunei Sâmburești se ridică la 1.058 de locuitori, în scădere față de recensământul anterior din 2011, când fuseseră înregistrați 1.209 locuitori. Majoritatea locuitorilor sunt români (95,37%), iar pentru 4,63% nu se cunoaște apartenența etnică. Din punct de vedere confesional, majoritatea locuitorilor sunt ortodocși (94,52%), iar pentru 5,48% nu se cunoaște apartenența confesională.

## Politică și administrație
Comuna Sâmburești este administrată de un primar și un consiliu local compus din 9 consilieri. Primarul, Iulian Preda[*], de la Partidul Social Democrat, este în funcție din 2012. Începând cu alegerile locale din 2024, consiliul local are următoarea componență pe partide politice:
|  | Partid                    | Consilieri | Componența Consiliului | Componența Consiliului | Componența Consiliului | Componența Consiliului | Componența Consiliului | Componența Consiliului | Componența Consiliului | Componența Consiliului |
|  | ------------------------- | ---------- | ---------------------- | ---------------------- | ---------------------- | ---------------------- | ---------------------- | ---------------------- | ---------------------- | ---------------------- |
|  | Partidul Social Democrat  | 8          |                        |                        |                        |                        |                        |                        |                        |                        |
|  | Partidul Național Liberal | 1          |                        |                        |                        |                        |                        |                        |                        |                        |